# Марії (рід)
Марії — впливовий плебейський рід у Стародавньому Римі. Походив з міста Арпін, мав сабінське походження. Його представники були лідерами популярів (народної партії). Особливої ваги Марії здобули наприкінці II- на початку I ст. до н. е. Когноменами цього роду були Капітон й Трог.

## Найвідоміші Марії
Καπιτων

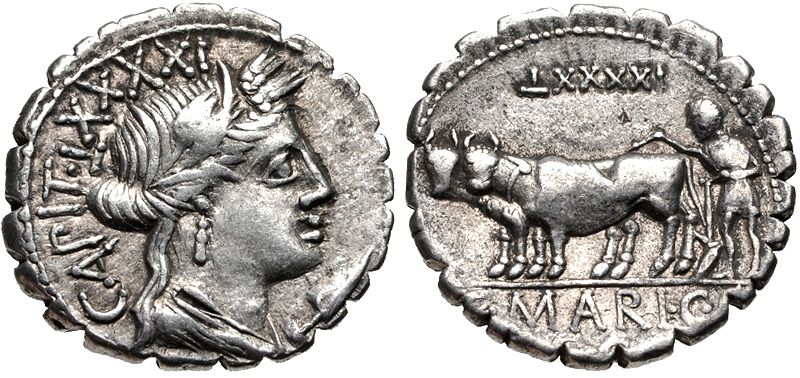
Денарій Гая Марія Капітона, 81 р. до н.е. На реверсі — орач з упряжкою волів

- Квінт Марій, тріумвір монетного двору (початок II ст. до н. е.)
- Гай Марій Старший, консул 107, 104, 103, 102, 101, 100, 86 років до н. е., голова популярів, найсильніший противник Луція Сулли та оптиматів.
- Гай Марій Молодший, консул 82 року до н. е.
- Гай Марій, сенатор.
- Марк Марій Гратідіан, претор 85 та 84 років до н. е.
- Гай Марій Капітон, монетний тріумвір у 81 році до н.е., прихильник Сулли, який на монетах карбував своє ім'я з когноменом, щоб відрізнити себе від Гая Марія та його прихильників[1].
- Марк Марій, квестор 76 року до н. е., представник Серторія при Мітридаті VI, цареві Понту.
- Амацій Марій, онук Гая Марія Старшого
- Луцій Марій, народний трибун 62 року до н. е.
- Гай Марій Трог, державний службовець часів імператора Октавіана Августа.
- Публій Марій, консул 62 року
- Авл Марій Целс, консул-суффект 69 року.
- Луцій Марій Максим, консул 223 та 232 років, історик.